# Enterozele
Die Enterozele ist eine Erkrankung der Frau, bei der Abschnitte des Dünndarms samt Bauchfell (Peritoneum) in den Raum zwischen Scheide (Vagina) und Mastdarm (Rektum) abgesunken sind. Sie ist Teil des Krankheitskomplexes des Genitalprolaps.

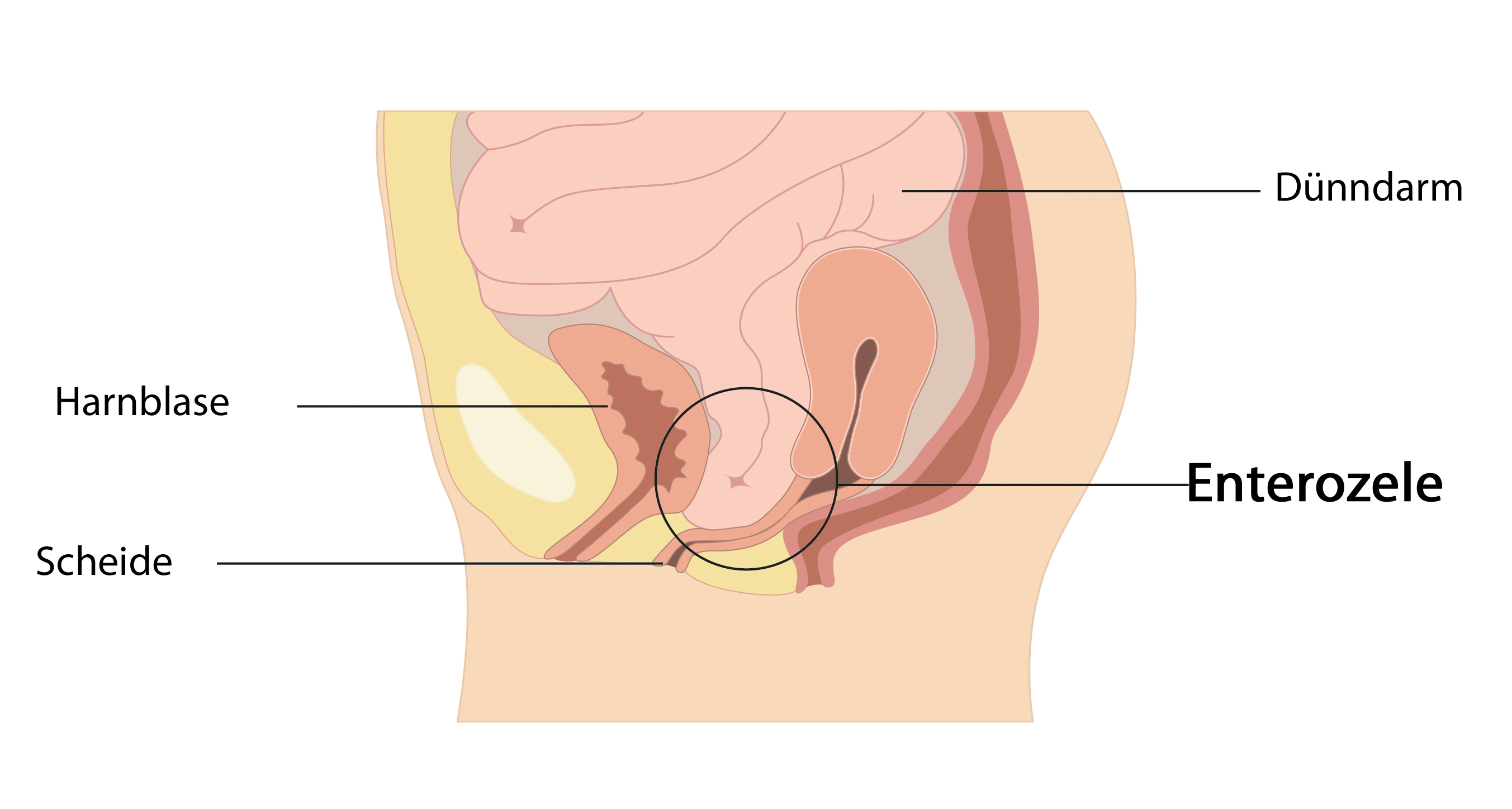
Enterozele

## Klassifikation
Im ICD-11 hat die Enterozele keine eigenen Code und wird bei den Dysfunktionen des Beckenbodens geführt.

## Entstehungsursachen
Die Entstehung der Enterozele muss im Zusammenhang mit der Belastung und letztlich Senkung des Beckenbodens gesehen werden. Durch den aufrechten Gang kommt auf die muskulären und bindegewebigen Anteile des Beckenbodens eine hohe Belastung zu. Durch nachlassende Muskelkraft und Schwächung des Bindegewebes im Alter steigt das Risiko für ein Tiefertreten des Beckenbodens. Verletzungen im Rahmen von Entbindungen erhöhen dieses Risiko erheblich. Durch diesen Prozess kommt es zu einer Veränderung der anatomischen Verhältnisse. Betroffene Organe sind die Harnblase, die Gebärmutter, die Scheide und der Darm. Eine vorausgegangene operative Entfernung der Gebärmutter (Hysterektomie) begünstigt das Entstehen einer Enterozele.

## Symptome
Das abgesunkene Dünndarmkonvolut drückt auf die Harnblase und den Mastdarm. Die Folge kann eine verminderte Kapazität der Harnblase sein mit der Notwendigkeit häufigen Wasserlassens bei kleinen Mengen. Eine Harninkontinenz wird begünstigt, sie tritt dann meist in Form einer Dranginkontinenz auf. Durch den Druck auf den Mastdarm kann eine Obstipation mit Stuhlentleerungsstörung entstehen.

## Diagnostik
Bei der Anamnese wird nach Beschwerden im Zusammenhang mit der Entleerung von Blase und Darm sowie bei sexuellen Aktivitäten gefragt. Risikofaktoren wie Geburten und operative Eingriffe, gegebenenfalls mit Komplikationen, ferner schweres Heben, Rauchen, Übergewicht, Obstipation, Asthma und angeborene Bindegewebsschwäche werden erhoben.
Bei der gynäkologischen Untersuchung erscheint die Enterozele als Vorwölbung der hinteren Scheidenwand. Sie kann bei Bedarf durch die bildgebenden Verfahren Sonografie, Defäkografie, Kernspintomografie (MRT) ergänzt werden.

## Therapie
Bei vielen Frauen kann bei der gynäkologischen Untersuchung eine Enterozele festgestellt werden, ohne dass die Patientin Beschwerden hat. Als Therapie kommt dann lediglich die Information über den Befund, die Risikofaktoren und eine mögliche Verschlechterung in der Zukunft in Frage.
Konservative Therapieoptionen sind Abbau der Risikofaktoren, insbesondere Übergewicht und Rauchen, Regulierung des Stuhlgangs, Beckenbodentraining und die Behandlung mit einem Pessar. Eine Hormonersatztherapie soll nicht zur Behandlung von Symptomen wie Inkontinenz und Senkungsbeschwerden eingesetzt werden. Eine lokale Behandlung der Scheidenschleimhaut mit östrogenhaltigen Präparaten kann jedoch sinnvoll sein.
Enterozelen werden selten isoliert operativ behandelt, da sie meist zusammen mit anderen Senkungsbeschwerden auftreten. Operationsmethoden speziell zur Behandlung von Enterozelen sind der Verschluss des Douglas–Raums bei Zugang über einen Bauchschnitt oder die hohe Peritonealisierung bei vaginalem Zugang. Bei letzterer wird der peritoneale Bruchsack eröffnet, abgetragen und hoch verschlossen. Eine ausreichende Dokumentation des Erfolgs operativer Maßnahmen besteht nicht.